# TBN 차차차 (부산주말)
김초희의 주말 TBN 차차차는 TBN 부산교통방송(FM 94.9MHz)에서 주말 낮 12시부터 낮 1시 55분까지 방송되는 부산권 지역의 라디오 음악 프로그램이다.

## 프로그램 소개
- 한낮의 주말 오후를 시작하는 시간, 주말의 흥겨움과 여유를 즐기자! TBN 차차차는 김초희와 함께~

## 코너 소개

### 요일별 코너
- (토요일) 정오의 갈림길 : 그래! 결심했어~ 청취자와 함께 만들어가는 신개념 꽁트!
- (토요일) 명곡의 고향 : 우리나라 가요사에 한획을 그은 명가수들을 만나보는 시간
- (일요일) 정오의 갈림길 : 그래! 결심했어~ 청취자와 함께 만들어가는 신개념 꽁트!
- (일요일) 미스테리 봉투퀴즈 : 약속의 시간 30초! 미스테리 봉투 속 퀴즈를 맞춰보는 시간